# Чжан Цзохуань, Витус
Витус Чжан Цзохуань (22 августа 1903 год, Китай — 1 ноября 1982 год, Кёльн, Германия) — католический епископ, член монашеского ордена вербистов, ординарий епархии Синьяна с 8 июля 1941 года по 13 ноября 1949 год.

## Биография
В 1926 году вступил в монашеский орден вербистов. 16 марта 1930 года Витус Чжан Цзохуань был рукоположён в священники. 8 июля 1941 года Римский папа Пий XII назначил его титулярным епископом и ординарием апостольского викариата Синьянчжоу. 8 декабря 1941 года он был рукоположён в епископа.
11 апреля 1946 года апостольский викарита Синьянчжоу был преобразован в епархию Синьяна и Витус Чжан Цзохуань стал ординарием этой епархии.
После образования Китайской Народной Республики епископ Витус Чжан Цзохуань ушёл в подполье, а затем бежал на Филиппины, после чего перебрался в Германию, где служил вспомогательным епископом кёльнской архиепархии. 13 ноября 1949 года Витус Чжан Цзохуань подал в отставку.
Витус Чжан Цзохуань был известен в своих антипатиях к решениям II Ватиканского собора и был знаком с представителем раскольнического движение седевакантизма епископом Гюнтером Шторком. В 1980 году Гюнтер Шторк основал собственную духовную семинарию и пригласил на должность ректора Витуса Чжан Цзохуаня. За время своего управления семинарией Витус Чжан Цзохуань не рукоположил ни одного семинариста.
Умер 11 ноября 1982 года.